# Porúbka (okres Sobrance)
Porúbka is een Slowaakse gemeente in de regio Košice, en maakt deel uit van het district Sobrance.
Porúbka telt 461 inwoners.